# 拉芬鎮區 (北卡羅萊納州羅京安縣)
拉芬鎮區（英語：Ruffin Township）是位於美國北卡羅萊納州羅京安縣的一個鎮區。

## 地方資料
拉芬鎮區的面積為211.60平方千米，皆為陸地。根據2020年美國人口普查的數據，當地共有人口4455人，而人口密度為每平方千米21.05人。